# バルス・ホト
バルス・ホト（モンゴル語: Бaрс хот）とは、かつてモンゴル国ドルノド県に存在した都城。契丹時代のバルス＝ホト1遺跡、匈奴時代のバルス＝ホト2遺跡、大元ウルス-北元時代のバルス＝ホト3遺跡がある。

## 概要
『元史』によると、1365年トゴン・テムルの治世に反乱を起こしたトチン・テムルは敗れて漠北の「八児思（バルス）」にまで逃れたが、嶺北行省左丞相山僧と知枢密院事魏サイン・ブカに討たれたという。その後、江南を平定した朱元璋は明朝を建国し、朱元璋の派遣した軍によってトゴン・テムルは大都を追われ北方へ逃れた。当初、トゴン・テムルは上都に逃れたが、そこも明朝の攻撃によって陥落し、応昌に逃れた所で病死し、代わってアユルシリダラがカアンとなった。応昌もまた1370年に明軍の攻撃によって陥落し、アユルシリダラは再び北遷したが、1372年にカラコルムに入城するまでの足跡は明らかになっていない。
一方、蒙古源流などのモンゴル年代記では、大都を追われたトゴン・テムルがケルレン河のほとりの「バルス・ホト」に逃れたことが記されている。トゴン・テムルがケルレン河に至ったというのは誤りとされるが、応昌を追われたアユルシリダラが一時住んでいたのがバルス・ホトではないかと推測されている。これを裏付けるように、バルス＝ホト3遺跡では皇帝の居所に用いられる龍の装飾のある黄緑色の釉薬のかかった屋根瓦などが出土している。

## 遺跡
- 古くは、著名なモンゴル人の歴史学者・考古学者であるペルレーが調査している[4]。
- バルス＝ホト1遺跡には磚で築かれた仏塔がたっており、修復されたその姿をみることができる[5]。